# داگی باکاری
داگی باکاری (انگلیسی: Dagui Bakari؛ زادهٔ ۶ سپتامبر ۱۹۷۴) بازیکن فوتبال سابق اهل فرانسه است که در پست مهاجم بازی می‌کرد.
از باشگاه‌هایی که در آن بازی کرده‌است می‌توان به باشگاه فوتبال نانسی، باشگاه فوتبال لانس، باشگاه ورزشی آمیان، باشگاه فوتبال لو مان، و باشگاه فوتبال لیل اشاره کرد.
وی همچنین در تیم ملی فوتبال ساحل عاج بازی کرده‌است.